# Positronic
Pour positronique, voir Cerveau positronique.
Positronic Industries est un groupe international originaire de Springfield aux États-Unis qui conçoit et fabrique des connecteurs électroniques et des systèmes d'interconnexion.

## Présentation

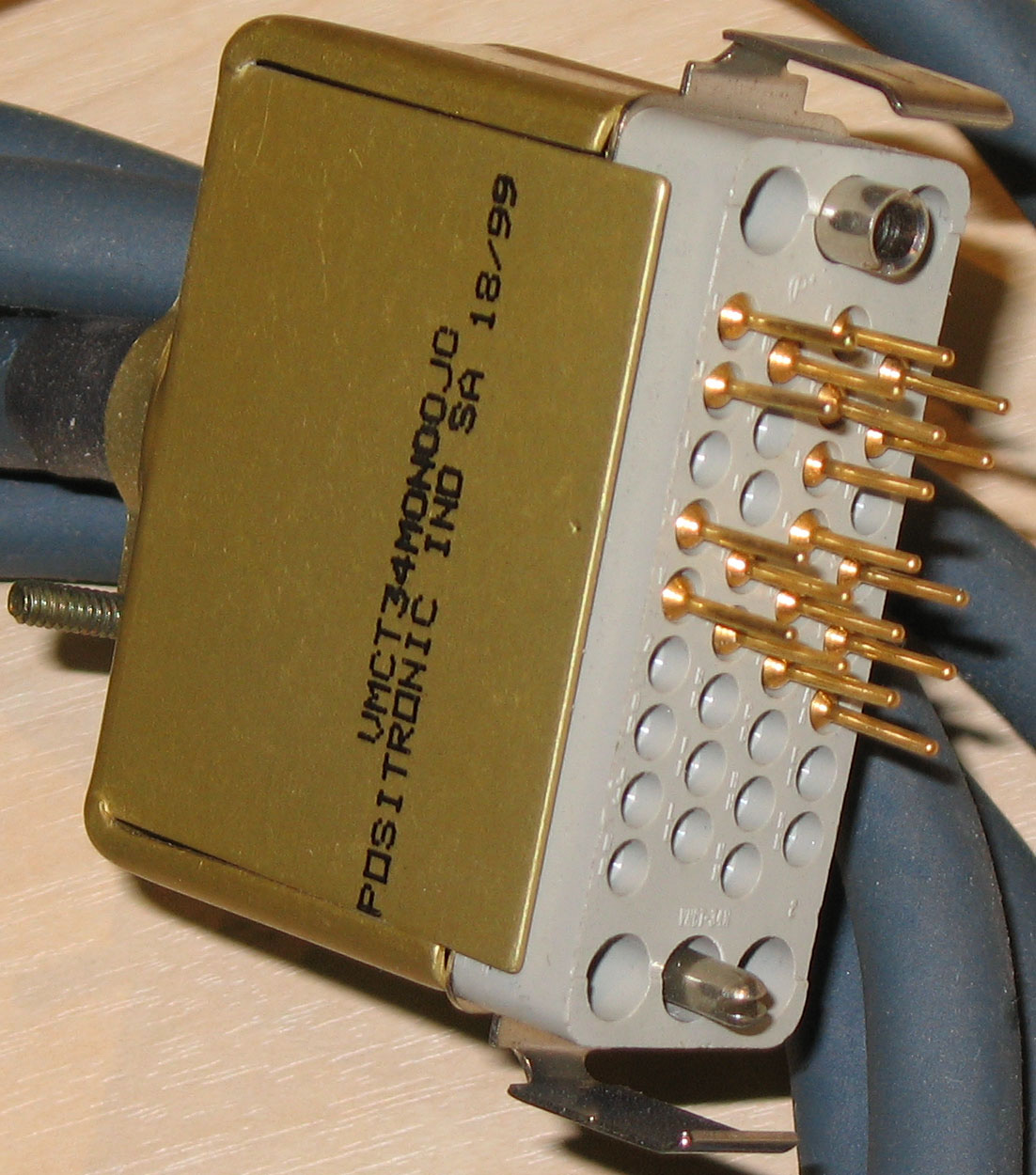
Un connecteur destiné au protocole V35 fabriqué par Positronic

L'entreprise est fondée en 1966 par Jack T. Gentry pour répondre aux besoins de l'aéronautique.
La compagnie s'est étendue à travers le monde et possède différentes unités de production situées à Springfield et Mont Vernon en Amérique du Nord, à Auch en France et à Singapour.
Avec plus de 10 000 références elle offre une large gamme de solutions destinées aux industries de la sous-traitance électronique, de l'aviation, de la défense ou du médical entre autres.

## Activités
Les trois principales activités de la société sont l'étude et la conception de produits qui doivent respecter des normes standardisées préexistantes ou s'adapter aux conditions spécifiques d'un client, l'usinage et le décolletage des composants à partir de matériaux bruts et l'assemblage final des produits.
En 2009, est introduit le contact PosiBand qui améliore la fiabilité des connexions électriques entre deux connecteurs.
En 2011, la série des connecteurs Scorpion est retenue dans la spécification du standard AdvancedTCA PICMG 3.8.
En 2017, le connecticien, qui emploie près de 800 personnes et a enregistré un chiffre d'affaires de 80 millions de dollars, prend une part majoritaire dans la société Plasmotech située à Singapour.
En 2018, la firme a été lauréate des 23es Trophées du SPDEI dans la catégorie Connectiques.
Depuis 2019, Positronic contribue à l'Open Compute Project et fournit des connecteurs d'alimentation pour les baies Open Rack.
En janvier 2021, Amphenol Corporation annonce l’acquisition de l'entreprise,.

## Produits
- Connecteurs industriels circulaires, rectangulaires et modulaires
- Connecteurs d’alimentation de puissance
- Connecteurs D-sub
- Connecteurs hermétiques
- Connecteurs thermocouples
- Connecteurs adaptés à des environnements sévères

### liens externes
- Site officiel